# Rio Ave Futebol Clube 2012-2013
Questa voce raccoglie le informazioni riguardanti il Rio Ave Futebol Clube nelle competizioni ufficiali della stagione 2012-2013.

## Rosa
| N. |                       | Ruolo | Calciatore        |
| -- | --------------------- | ----- | ----------------- |
| 1  | Portogallo (bandiera) | P     | Rafa              |
| 2  | Perù (bandiera)       | D     | Alberto Rodríguez |
| 3  | Brasile (bandiera)    | D     | Nivaldo           |
| 4  | Portogallo (bandiera) | C     | Ricardo Pateiro   |
| 5  | Brasile (bandiera)    | D     | Jeferson          |
| 6  | Brasile (bandiera)    | D     | Edimar            |
| 8  | Portogallo (bandiera) | C     | Tarantini         |
| 11 | Portogallo (bandiera) | C     | Braga             |
| 13 | Slovenia (bandiera)   | P     | Jan Oblak         |
| 14 | Portogallo (bandiera) | C     | André Vilas Boas  |
| 16 | Brasile (bandiera)    | C     | Filipe            |
| 17 | Portogallo (bandiera) | A     | Ukra              |

| N. |                        | Ruolo | Calciatore         |
| -- | ---------------------- | ----- | ------------------ |
| 18 | Egitto (bandiera)      | A     | Ahmed Hassan       |
| 20 | Brasile (bandiera)     | D     | Diego Lopes        |
| 22 | Portogallo (bandiera)  | D     | André Dias         |
| 23 | Brasile (bandiera)     | D     | Lionn              |
| 28 | Venezuela (bandiera)   | A     | Yonathan Del Valle |
| 29 | Inghilterra (bandiera) | A     | Tope Obadeyi       |
| 30 | Brasile (bandiera)     | C     | Wíres              |
| 33 | Portogallo (bandiera)  | A     | Bebé               |
| 45 | Portogallo (bandiera)  | A     | Feliz              |
| 46 | Brasile (bandiera)     | D     | Marcelo            |
| 77 | Portogallo (bandiera)  | A     | Esmaël Gonçalves   |
| 93 | Brasile (bandiera)     | P     | Ederson Moraes     |